# Canard au sang
Canard au sang (tj. krvavá kachna) je francouzský pokrm. Jedná se o kachnu, která byla zabita udušením a její krev zůstala v těle.

## Příprava
Tento způsob porážky má dlouhou tradici, zejména v Rouenu u velkého kachního plemene rouenská kachna (Canard rouennais) s porážkovou hmotností 2,5 až 3 kg. Díky krvi, kterou obsahuje, je maso červenější než u jiných poražených kachen a je považováno za křehčí.
Krvavá kachna se podává ihned (ne více než dvě hodiny) po porážce, jen krátce orestovaná, aby se krev a bílkoviny v masové šťávě nesrazily – tvoří základ omáčky. Nejznámějším jídlem je kachna po rouensku (canard à la rouennaise nebo canard à la Rouen), kdy se omáčka vyrábí z krve a šťávy z masa s koňakem a podle receptury také s červeným vínem a se syrovými, pasírovanými kachními játry.